# Faaki-tó
A Faaki-tó (németül Faaker See, szlovénül Baško jezero) tó Ausztriában, Karintia tartományban. A Karintiai-tóvidék negyedik legnagyobb kiterjedésű tava. A Klagenfurti-medencében helyezkedik el, a Drávától délre, a Karavankák hegyláncának északi tövében. Közeli nagyváros tőle 6 km-re északnyugatra Villach. Kedvelt családi kirándulóhely, tiszta türkizkék vizében remekül lehet úszni. Horgászat szempontjából is kiváló, gyakori hala a nagy maréna.
A közelben található Finkenstein vára.

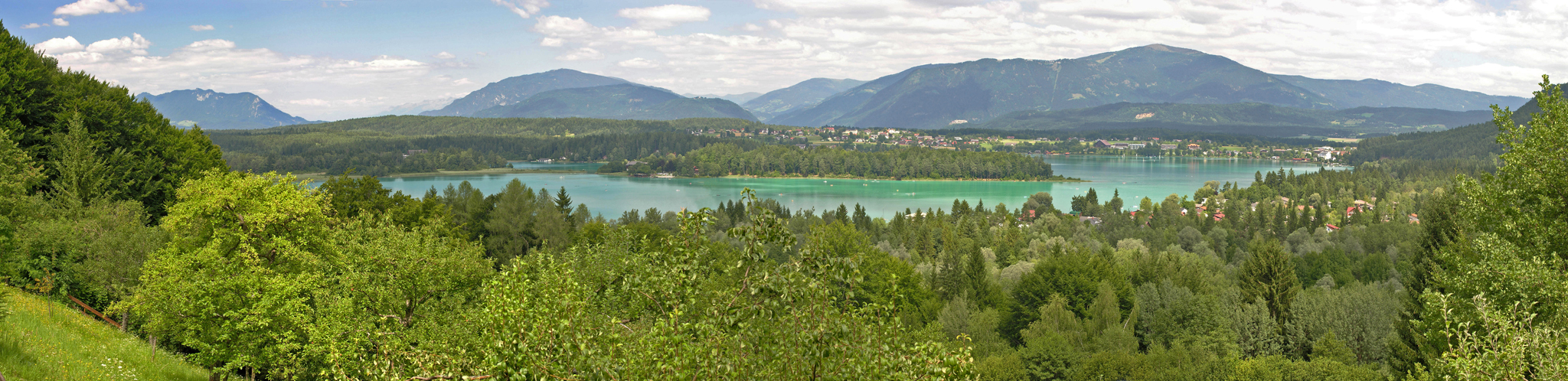
Panoráma